# Władysław Józef Serwatowski
Władysław Józef Ignacy Serwatowski herbu Jastrzębiec (ur. 4 lipca 1873 w Bucniowie, zm. 1940) – właściciel dóbr, ofiara zbrodni katyńskiej.
Posiadał dobra: Bucniów, Seredynki i Nastasów (powiat tarnopolski), Złotniki (w powiecie podhajeckim). Do majątku w Złotnikach należały cztery folwarki: Sokolniki, Sokołów, Chatki i Pantalicha. Współzałożyciel Polsko-Amerykańskiego Syndykatu Kolonizacyjnego w Peru nad rzeką Urubamba. Prawnik, poseł, rolnik, radca Izby Handlowo-Przemysłowej we Lwowie, członek Sekcji Chowu Koni we Lwowie w Krakowskim Towarzystwie Rolniczym (od 1913), współzałożyciel Towarzystwa Kąpieli Morskich w Gdyni, fundator orkiestry w Bucniowie. Sportretowany przez lwowskiego malarza Damazego Kotowskiego.

## Życiorys
Syn Teodora Alfreda Serwatowskiego i Henryki Stefanii ze Skarbków-Kruszewskich h. Habdank. Ochrzczony w kościele w Nastasowie.
Ukończył szkołę średnią oo. Jezuitów w Karlsbergu koło Wiednia, maturę zdał w Akademii Tereziańskiej w Wiedniu w 1891. W latach 1889–1890 odbył służbę wojskową w austriackim 2 pułku ułanów w Tarnowie, potem skończył szkołę oficerską we Lwowie w 1895. Studia prawnicze rozpoczął we Lwowie a ukończył w Wiedniu. Następnie studiował dwa lata, do 1898 w Hochschule fur Bodenkultur w Wiedniu.
Od 1898 gospodarował w majątku Rajtarowice (powiat samborski) należącym do stryja Macieja Zenona Serwatowskiego. Rozwinął tu produkcję koców i samodziałów, które znajdowały szeroki zbyt w Galicji. W tym czasie należał do Krajowego Związku Przemysłu, Towarzystwa Kółek Rolniczych, Towarzystwa Parcelacyjnego, Związku Stowarzyszeń Zarobkowych i Gospodarczych, był również członkiem Wydziału Banku Melioracyjnego we Lwowie. Członek i działacz Galicyjskiego Towarzystwa Gospodarskiego, członek Komitetu GTG (13 czerwca 1912 - 20 czerwca 1914). Współpracował z Tadeuszem Cieńskim, Stanisławem Głąbińskim i Aleksandrem Skarbkiem. W 1900 przeniósł się na Podole, gdzie przejął od ojca majątki Jezierzany i Hrehorów w powiecie buczackim. W 1906 kupił od Siemieńskich-Lewickich za posag żony - klucz Złotniki (powiat podhajecki) – 3000 ha ziemi ornej i 350 ha lasu. Tereny te intensywnie zagospodarował. Wybudował dwie gorzelnie w Jezierzanach i w Złotnikach na folwarkach przyległych. Część ziemi rozparcelował a połową ziemi pokrył zobowiązania bankowe.
W 1911 został wybrany z ramienia galicyjskich konserwatystów posłem do Parlamentu austriackiego XII kadencji w okręgu Buczacz–Wiśniowczyk–Podhajce. W 1913 został wybrany posłem do Sejmu Krajowego Galicji X kadencji z I kurii z obwodu tarnopolskiego.
Wobec wybuchu wojny kadencja parlamentu została przedłużona do 1918. W 1914 Władysław Serwatowski wziął udział w utworzeniu Naczelnego Komitetu Narodowego. Wraz z wybuchem wojny europejskiej został powołany do wojska 1 sierpnia 1914; do połowy 1918 w 2 pułku ułanów austriackich, awansowany z podporucznika na rotmistrza. Był komendantem uzupełnień na Węgrzech, a następnie w Dobromilu koło Chyrowa. W miarę upływu czasu coraz bardziej dostrzegał niebezpieczeństwo niemieckiego przywództwa w bloku państw centralnych. 15 września 1918 wziął udział w posiedzeniu w Wiedniu, podczas którego powołano do życia Komisję Likwidacyjną Polsko-Austriacką. Uchwała ta zbiegła się w czasie z przyjazdem do Warszawy Stanisława Głąbińskiego i objęciem przezeń teki ministra spraw zagranicznych w rządzie Józefa Świeżyńskiego. Z upoważnienia Głąbińskiego miał prowadzić rozmowy w imieniu Polski z przedstawicielami Austrii. Z chwilą powstania Polskiej Komisji Likwidacyjnej (28 października 1918.) pracował w niej aż do formalnego przejęcia kompetencji przez rząd w Warszawie 27 marca 1919. Po ustąpieniu Austriaków ze Lwowa 1 listopada 1918 został wybrany do Komitetu Zastępczego, a podczas obrony Lwowa przed Ukraińcami służył w Milicji Obywatelskiej.
W Polsce niepodległej przeszedł do rezerwy 14 Pułku Ułanów Jazłowieckich. Zamieszkał w mieszkaniu przy ul. Ujejskiego 8 b, w budynku zbudowanym przez firmę Sosnowskiego i Zachariewicza. Na mocy dekretu Naczelnika Państwa o wyborach do Sejmu, W.S. wszedł do Sejmu Ustawodawczego (od 10 lutego 1919) jako Poseł z terenów objętych wojną, z 60 Okręgu wyborczego (Buczacz–Monasterzyska–Podhajce–Wiśniowczyk), z Narodowego Zjednoczenia Ludowego. W Sejmie Ustawodawczym należał do Klubu Pracy Konstytucyjnej oraz do czterech Komisji Sejmowych. Jako Poseł i członek Galicyjskiego Towarzystwa Gospodarczego wystąpił w Sejmie z wnioskiem o przyznanie Galicji Wschodniej specjalnych kredytów na odbudową zniszczeń wojennych. Wniosek został przyjęty. Wraz z upływem kadencji Sejmu Ustawodawczego (2 sierpnia 1919) W.S. zakończył działalność polityczną i zajął się odbudową zniszczonych majątków. Udekorowany Krzyżem Oficerskim Orderu Odrodzenia Polski przez Marszałka Józefa Piłsudskiego 23 listopada 1920 we Lwowie podczas bankietu w salach gmachu Województwa Lwowskiego.
Po śmierci ojca w 1918 odziedziczył Bucniów, Seredynki i Nastasów oraz Berehy Górne i Nasiczne. W latach 1923–1939 osobiście administrował całym swoim majątkiem. Po zniszczeniach wojennych odbudował trzy gorzelnie w Jezieranach, Bucniowie i Złotnikach. Odbudował także młyny gospodarcze w Nastasowie i Złotnikach. Środki na odbudowę, która do 1939 była ukończona uzyskiwał z prowadzonej parcelacji dóbr. Najważniejszymi współpracownikami WS w zakresie prowadzenia administracji majątków byli: Franciszek Kunaszowski, Alfred Biliński, który administrował w Złotnikach i Franciszek Hankus w Berehach. W swoich dobrach W.S. hodował konie powtarzając, że: "największe szczęście na świecie na końskim leży grzbiecie", bydło i trzodę chlewną, uprawiał pszenicę, rośliny oleiste i przemysłowe a także eksploatował gorzelnie i młyny. W Jezierzanach istniała do 1929/30 roku fabryka nawozów fosforowych Fosfor. Początkowy deficyt siły pociągowej końskiej zastępowały pługi motorowe marki Stock, Fredzo i Lanz. W okresie kryzysu gospodarczego po 1929 odczuł dolegliwości dekoniunktury światowej na zboże, cukier i nasiona. Wprowadził zmianę upraw co przyniosło doskonałe wyniki od sezonu 1931. Dobre prognozy gospodarcze po 1936 sprawiły, że W.S. był współzałożycielem Syndykatu Zbożowego we Lwowie oraz inicjatorem, wraz ze Szczęsnym Cieńskim, Syndykatu Kolonizacyjnego Peruwiańskiego, który otrzymał od rządu Republiki Peru koncesję na obszarze 1 mln ha nad rzeką Urubamba. Do wyjazdu pierwszych kolonistów nie doszło.
Mówił biegle po francusku, niemiecku, angielsku i rosyjsku. 2 maja 1923 został odznaczony Krzyżem Oficerskim Orderu Odrodzenia Polski.
Po wybuchu II wojny światowej i agresji ZSRR na Polskę z 17 września 1939 roku został aresztowany przez funkcjonariuszy NKWD w domu rodzinnym we Lwowie przy ul. Ujejskiego 8b na I piętrze, w nocy 11 kwietnia 1940, po czym wszelki ślad po nim zaginął. Ostatnią osobą z rodziny, żegnającą W. Serwatowskiego była jego córka Wanda. Aresztujący enkawudziści powiedzieli jej, że aresztowany jest za to, że jest Polakiem i ma dwóch synów w wojsku. W 1940 został zamordowany w ramach zbrodni katyńskiej. Jego nazwisko znalazło się na tzw. Ukraińskiej Liście Katyńskiej opublikowanej w 1994 (został wymieniony na liście wywózkowej 72/1-7 oznaczony numerem 2594; określony jako Władysław Sarwatowski). Ofiary tej części zbrodni katyńskiej zostały pochowane na otwartym w 2012 Polskim Cmentarzu Wojennym w Kijowie-Bykowni.

## Rodzina
15 października 1904 jego żoną została Wanda Maria ks. Puzynianka z Kozielska h. Oginiec w Gwoźdzcu. Po ślubie Wanda i Władysław zamieszkali w Jezierzanach, w wygodnym dworze, doskonale położonym między stacją kolejową a drogą I klasy, tzw. cesarską. Mieli pięcioro dzieci.